# فهرست بخش‌های استان قم
فهرست بخش‌های استان قم ایران بر پایه جمعیت (۱۳۹۵):

## بخش‌های مرکزی
فهرست ۳ بخش مرکزی شهرستان‌های استان قم
| ردیف | نام بخش | نام شهرستان | جمعیت سال ۱۳۹۵ |
| ---- | ------- | ----------- | -------------- |
| ۱    | مرکزی   | قم          | ۱،۲۴۹،۷۳۲ نفر  |
| ۲    | مرکزی   | جعفرآباد    | ۱۹،۰۶۳ نفر     |
| ۳    | مرکزی   | کهک         | ۱۷،۱۰۶ نفر     |

## بخش‌های تابعه شهرستان‌ها
فهرست ۴ بخش تابعه شهرستان‌های استان قم
| ردیف | نام بخش | نام شهرستان | جمعیت سال ۱۳۹۵ |
| ---- | ------- | ----------- | -------------- |
| ۱    | سلفچگان | قم          | ۹،۹۳۸ نفر      |
| ۲    | خلجستان | قم          | ۴،۳۰۷ نفر      |
| ۳    | فردو    | کهک         | ۳،۴۸۲ نفر      |
| ۴    | قاهان   | جعفرآباد    | ۲،۹۰۰ نفر      |